# ハイドロブレーディング
ハイドロブレーディング（Hydroblading）はフィギュアスケートのムーヴズインザフィールドのひとつ。

## 概要
ハイドロブレーディングは、エッジを深く倒して体を非常に低い姿勢でほとんど水平に伸ばして滑る動作。しばしばアイスダンスで行われる要素である。
さまざまなポジションの変化形が可能であるが、よくあるシングルスケーターの場合は膝を十分に曲げてバックインサイドエッジの上に体を載せて弧を描き、フリーレッグはスケーティングレッグの後ろ側からクロスさせて描く弧の外側に伸ばす。上半身は描く弧の内側にたたんで、片手または両手で氷をなでてバランスを取る。
このハイドロブレーディングをアイスダンスのプログラムで初めて実施し有名にしたのは、1990年代のカナダのアイスダンスチーム、シェイ＝リーン・ボーンとヴィクター・クラーツである。彼らのコーチであるウシュイ・ケスラーが考案し、「ハイドロブレーディング」と名付けた。ハイドロプレーニング走法になぞらえて作られた言葉である。

## さまざまなハイドロブレーディングのギャラリー
2018年平昌オリンピック《エキシビション》
羽生結弦 ｢ハイドロブレーディング｣
ティモシー・ゲーブルのハイドロブレーディング